# Bruno Abbatini
Bruno Abbatini (Genzano di Roma, 1938. június 30. – Albano Laziale, 2017. március 31.) olasz labdarúgó, fedezet, csatár, edző.
Az Ostia Mare, a Tevere Roma, az AS Roma, az Cesena, a Padova, az Avellino és a Sora játékosa volt. Edzőként a Cynthia, az Aprilia, a Nemi, a Viterbese és a Cassino csapatainál fordult meg.